# 神幸勝紀
神幸 勝紀（しんこう かつのり、1950年1月2日 - ）は、山形県西置賜郡小国町出身で伊勢ヶ濱部屋に所属した元大相撲力士。本名は小林 二男（こばやし ふたお）。最高位は西前頭8枚目（1980年7月場所）。現役時代の体格は188cm、136kg。得意手は左四つ、上手投げ。

## 来歴・人物
小国町立小国中学校在学時より柔道で活躍し、地元の県立小国高校でも柔道を続け、2段まで昇った。2年生の時、伊勢ヶ濱親方（元横綱・照國）のスカウトを受け、高校を中退して伊勢ヶ濱部屋に入門。1966年9月、16歳で初土俵を踏んだ。同期の初土俵組には、後の大関・魁傑らがいる。
当初の四股名は、本名と同一の「小林」。その後、「大神幸」（1967年3月場所～）から「神幸」（1970年1月場所～）へと2度四股名を改めたが、「大神幸」「神幸」という名はいずれも自分で付けたものである（「神幸祭」に因む、という）。
右肩の脱臼などの故障により長い幕下暮らしが続いたが、1976年9月、初土俵から丸10年で漸く十両に昇進。その時は1場所で幕下に下がったが、2年後2度目の十両昇進を果たすと、以後は引退まで関取の地位を守り抜く事となる。
そして、1980年5月場所で、悲願の新入幕を遂げた。
序ノ口に付いてから約13年半でやっと掴んだ幕内の座であったが、入幕までの所要81場所は、それまでトップであった牧本（時津風部屋、1972年9月場所で入幕）の同74場所を7場所も更新するスロー入幕の新記録であった（その後、大乃花（大鵬部屋）や貴ノ嶺（井筒部屋）らが更新、2014年7月現在の記録保持者は星岩涛（陸奥部屋））。
以降は幕内下位から十両で活躍したが、得意技が右上手投げのみという事もあり、恵まれた体格を生かし切れなかった。西十両尻（13枚目）で大敗した1983年11月場所を以って、33歳で引退。
引退後は年寄・中村、のち高嶋（いずれも借株）を襲名したが、1987年3月場所後に廃業した。
その後は、東京都豊島区駒込や同北区にて、相撲料理の店を経営した（東関部屋のコーチを務めていた時期もあった）。

## 戦績
- 通算成績：497勝480敗 勝率.509
- 幕内成績：50勝70敗 勝率.417
- 現役在位：103場所
- 幕内在位：8場所
- 連続出場：977回（序ノ口以来無休、1966年11月場所-1983年11月場所）
- 各段優勝
  - 幕下優勝：3回（1972年3月場所、1976年7月場所、1978年7月場所）

### 場所別成績
| | 一月場所 初場所（東京） | 三月場所 春場所（大阪） | 五月場所 夏場所（東京） | 七月場所 名古屋場所（愛知） | 九月場所 秋場所（東京） | 十一月場所 九州場所（福岡） |
| --- | ----------------------- | ----------------------- | ----------------------- | --------------------------- | ----------------------- | --------------------------- |
| 1966年 （昭和41年） | x                       | x                       | x                       | x                           | （前相撲）              | 東序ノ口21枚目 5–2          |
| 1967年 （昭和42年） | 西序二段61枚目 2–5      | 東序二段75枚目 5–2      | 東序二段68枚目 4–3      | 東序二段30枚目 5–2          | 東三段目89枚目 2–5      | 西序二段17枚目 5–2          |
| 1968年 （昭和43年） | 西三段目80枚目 1–6      | 東序二段18枚目 3–4      | 東序二段28枚目 6–1      | 西三段目87枚目 4–3          | 東三段目71枚目 4–3      | 西三段目52枚目 3–4          |
| 1969年 （昭和44年） | 東三段目59枚目 4–3      | 東三段目43枚目 3–4      | 東三段目48枚目 5–2      | 西三段目22枚目 3–4          | 東三段目30枚目 2–5      | 東三段目51枚目 2–5          |
| 1970年 （昭和45年） | 東三段目70枚目 6–1      | 西三段目24枚目 5–2      | 西三段目5枚目 3–4       | 西三段目11枚目 5–2          | 東幕下51枚目 3–4        | 西幕下59枚目 1–6            |
| 1971年 （昭和46年） | 西三段目24枚目 3–4      | 西三段目33枚目 5–2      | 東三段目9枚目 3–4       | 東三段目18枚目 6–1          | 西幕下46枚目 3–4        | 西幕下54枚目 4–3            |
| 1972年 （昭和47年） | 西幕下46枚目 5–2        | 東幕下28枚目 優勝 7–0   | 東幕下3枚目 2–5         | 東幕下15枚目 1–6            | 東幕下34枚目 5–2        | 東幕下21枚目 1–6            |
| 1973年 （昭和48年） | 東幕下46枚目 5–2        | 東幕下29枚目 3–4        | 東幕下35枚目 2–5        | 西幕下53枚目 3–4            | 西三段目4枚目 5–2       | 西幕下40枚目 5–2            |
| 1974年 （昭和49年） | 西幕下24枚目 4–3        | 東幕下18枚目 3–4        | 西幕下29枚目 5–2        | 西幕下16枚目 5–2            | 西幕下7枚目 3–4         | 西幕下12枚目 4–3            |
| 1975年 （昭和50年） | 西幕下9枚目 3–4         | 東幕下16枚目 2–5        | 西幕下32枚目 4–3        | 西幕下27枚目 3–4            | 西幕下36枚目 5–2        | 西幕下20枚目 5–2            |
| 1976年 （昭和51年） | 東幕下11枚目 5–2        | 西幕下5枚目 4–3         | 東幕下3枚目 3–4         | 西幕下7枚目 優勝 7–0        | 西十両11枚目 4–11       | 西幕下4枚目 2–5             |
| 1977年 （昭和52年） | 西幕下17枚目 4–3        | 西幕下11枚目 6–1        | 西幕下筆頭 3–4          | 西幕下5枚目 6–1             | 西幕下筆頭 4–3          | 東幕下筆頭 2–5              |
| 1978年 （昭和53年） | 西幕下14枚目 4–3        | 東幕下9枚目 4–3         | 西幕下4枚目 2–5         | 東幕下21枚目 優勝 7–0       | 東幕下筆頭 5–2          | 西十両10枚目 8–7            |
| 1979年 （昭和54年） | 東十両8枚目 8–7         | 西十両5枚目 6–9         | 西十両10枚目 7–8        | 西十両10枚目 8–7            | 西十両7枚目 10–5        | 東十両筆頭 7–8              |
| 1980年 （昭和55年） | 西十両2枚目 9–6         | 東十両筆頭 9–6          | 東前頭13枚目 9–6        | 西前頭8枚目 6–9             | 西前頭12枚目 6–9        | 西十両2枚目 6–9             |
| 1981年 （昭和56年） | 西十両5枚目 5–10        | 東十両12枚目 8–7        | 西十両7枚目 6–9         | 西十両9枚目 9–6             | 東十両6枚目 9–6         | 西十両筆頭 8–7              |
| 1982年 （昭和57年） | 東前頭14枚目 4–11       | 西十両3枚目 9–6         | 東前頭14枚目 8–7        | 東前頭10枚目 7–8            | 西前頭11枚目 7–8        | 西前頭14枚目 3–12           |
| 1983年 （昭和58年） | 東十両7枚目 8–7         | 東十両6枚目 6–9         | 西十両8枚目 8–7         | 東十両6枚目 6–9             | 東十両10枚目 6–9        | 西十両13枚目 引退 4–11–0    |
| 各欄の数字は、「勝ち-負け-休場」を示す。 優勝 引退 休場 十両 幕下 三賞：敢=敢闘賞、殊=殊勲賞、技=技能賞 その他：★=金星 番付階級：幕内 - 十両 - 幕下 - 三段目 - 序二段 - 序ノ口 幕内序列：横綱 - 大関 - 関脇 - 小結 - 前頭（「#数字」は各位内の序列） |                         |                         |                         |                             |                         |                             |

### 幕内対戦成績
| 力士名   | 勝数 | 負数 | 力士名   | 勝数 | 負数 | 力士名   | 勝数 | 負数 | 力士名   | 勝数 | 負数 |
| -------- | ---- | ---- | -------- | ---- | ---- | -------- | ---- | ---- | -------- | ---- | ---- |
| 青葉城   | 2    | 3    | 青葉山   | 2    | 1    | 東洋     | 3    | 2    | 天ノ山   | 2    | 2    |
| 荒勢     | 0    | 1    | 板井     | 1    | 0    | 岩波     | 2    | 0    | 大潮     | 0    | 4    |
| 巨砲     | 1    | 1    | 大錦     | 1(1) | 1    | 大豊     | 1    | 2    | 魁輝     | 1    | 1    |
| 影虎     | 0    | 1    | 麒麟児   | 0    | 1    | 蔵間     | 2    | 2    | 黒姫山   | 0    | 1    |
| 高望山   | 0    | 2    | 蔵玉錦   | 2    | 1    | 佐田の海 | 1    | 0    | 嗣子鵬   | 1    | 0    |
| 大寿山   | 0    | 1    | 大飛     | 1    | 0    | 隆の里   | 1    | 0    | 隆三杉   | 0    | 1    |
| 高見山   | 0    | 2    | 多賀竜   | 0    | 4    | 玉ノ富士 | 2    | 0    | 玉龍     | 1    | 2    |
| 出羽の花 | 0    | 1    | 栃赤城   | 2    | 0    | 栃剣     | 2    | 0    | 栃光     | 1    | 2    |
| 播竜山   | 1    | 0    | 飛騨ノ花 | 2    | 1    | 富士櫻   | 2    | 2    | 鳳凰     | 0    | 5    |
| 舛田山   | 2    | 2    | 豊山     | 1    | 1    | 若獅子   | 0    | 2    | 若の富士 | 0    | 1    |
| 鷲羽山   | 0    | 1    |          |      |      |          |      |      |          |      |      |

## 改名歴
- 小林 二男（こばやし ふたお、1966年11月場所-1967年1月場所）
- 大神幸 二男（だいしんこう -、1967年3月場所-1969年11月場所）
- 神幸 勝紀（しんこう かつのり、1970年1月場所-1983年11月場所（引退））

## 年寄遍歴
- 中村 勝紀（なかむら かつのり、1983年11月-1985年2月）
- 高嶋 勝紀（たかしま -、1985年2月-1987年3月（廃業））